# Homalium travancoricum
Homalium travancoricum är en videväxtart som beskrevs av Richard Henry Beddome. Homalium travancoricum ingår i släktet Homalium och familjen videväxter. Inga underarter finns listade i Catalogue of Life.